# ルイス・クラージェス
ルイス・クラージェス（Louis Krages、1949年8月12日 - 2001年1月11日）は、ドイツの実業家、元レーシングドライバーである。
家族、特に病弱だった母親にカーレースをしている事実を隠すため ジョン・ウインター（John Winter）の偽名で参戦していたため、その名前の方が有名である。ルーイー・クラーゲス、ジョン・ウインターとも表記される。

## 経歴
1976年レースデビュー。最初の2年間は実家が材木業を営んでいたことにちなんだ ピーター・ウッド という偽名でレース活動をしていた。1978年からはクレマー・レーシングに加入して世界耐久選手権（WEC）などにポルシェで参戦。1983年からヨースト・レーシングに移籍する。
1985年のル・マン24時間レースにヨースト・レーシングからクラウス・ルドヴィク、パオロ・バリッラとともにポルシェ・956に乗って参戦し、優勝した。優勝者のみが上がることを許されるバルコニーに帽子を深く被って現れ、カメラマンが撮影している間ずっと下を向いていた。しかし家に帰ると母親に「おめでとう」と言われ、ずっと以前からレースに出ていることは全て母にバレていたことが判明したという。ル・マン24時間レースには通算で10回参戦し、優勝した1985年だけでなく1988年にもフランク・イエリンスキー（Frank Jelinski ）、スタンレー・ディケンズとともにポルシェ・962Cで3位に入っている。なお、WEC-JAPANで来日した際のインタビューでは「レース歴はスポーツカーレースだけでフォーミュラカーの経験はないよ」と述べている。また"ジョン・ウインター"と言う名前については「本名だよ（笑）」と回答をかわしている。
1991年のデイトナ24時間レースではフランク・イエリンスキー、ボブ・ウォレク、ハーレイ・ヘイウッド、アンリ・ペスカロロと組んでポルシェ・962Cで優勝した。
1992年シーズンの後半より、メルセデス・ベンツ・190EでDTMに参戦するザクスピードの一員となり、DTMへ初参戦。1994年にオペル・チームヨーストに移籍し、オペル・カリブラで参戦。アレマンネンリンクでのレース2ではDTMでの自己最高位となる6位に入りランキングは16位となったが、アヴスのレース1では炎上クラッシュに巻き込まれ、彼の乗ったマシンは火の玉となり燃えてしまう危険な目にも遭った。1995年にザクスピードに戻り、メルセデス・Cクラスで参戦。最高位はノリスリンク・レース2での8位であった。このシーズンを最後に、46歳でレーシングドライバーとしてのキャリアを終えた。
引退後は家業である木材ビジネスをすべて売却し、アメリカ・アトランタで暮らしていた。しかし新たに始めていた玩具事業の経営問題が生じ、彼は財産の多くを失った。2001年1月11日、経営問題とうつ病からジョージア州・アトランタの自宅にてショットガン自殺した。51歳没。

## レース戦績

### ル・マン24時間レース
| 年     | チーム                                                         | コ・ドライバー                                        | 使用車両         | クラス    | 周回 | 総合順位 | クラス順位 |
| ------ | -------------------------------------------------------------- | ----------------------------------------------------- | ---------------- | --------- | ---- | -------- | ---------- |
| 1978年 | ポルシェ クレマー・レーシング                                  | ディーター・ショルンシュタイン フィリップ・グルジャン | ポルシェ・935/77 | Gr.5 +2.0 | 182  | NC       | NC         |
| 1979年 | ポルシェ クレマー・レーシング                                  | アクセル・プランケンホルン フィリップ・グルジャン     | ポルシェ・935K3  | Gr.5 +2.0 | 273  | 13位     | 5位        |
| 1984年 | ニューマン・ヨースト・レーシング ショルンシュタイン レーシング | ディーター・ショルンシュタイン フォルカート・メルル   | ポルシェ・956    | C1        | 340  | 5位      | 5位        |
| 1985年 | ニューマン・ヨースト・レーシング                               | クラウス・ルートヴィッヒ パオロ・バリッラ             | ポルシェ・956B   | C1        | 374  | 1位      | 1位        |
| 1986年 | ヨースト・レーシング                                           | クラウス・ルートヴィッヒ パオロ・バリッラ             | ポルシェ・956B   | C1        | 196  | DNF      | DNF        |
| 1988   | ブラウプンクト・ヨースト・レーシング                           | フランク・イェリンスキー スタンレー・ディケンズ       | ポルシェ・962C   | C1        | 385  | 3位      | 3位        |
| 1989   | ヨースト・レーシング                                           | フランク・イェリンスキー ピエール＝アンリ・ラファネル | ポルシェ・962C   | C1        | 124  | DNF      | DNF        |
| 1990年 | ヨースト・ポルシェ・レーシング                                 | ボブ・ウォレク スタンレー・ディケンズ                 | ポルシェ・962C   | C1        | 346  | 8位      | 8位        |
| 1991年 | ヨースト・ポルシェ・レーシング                                 | アンリ・ペスカロロ ベルント・シュナイダー             | ポルシェ・962C   | C2        | 197  | DNF      | DNF        |
| 1993年 | ヨースト・ポルシェ・レーシング                                 | マヌエル・ロイター フランク・イェリンスキー           | ポルシェ・962C   | C2        | 282  | DNF      | DNF        |

### セブリング12時間レース
| 年     | チーム                         | コ・ドライバー                                    | 使用車両       | クラス | 周回 | 総合順位 | クラス順位 |
| ------ | ------------------------------ | ------------------------------------------------- | -------------- | ------ | ---- | -------- | ---------- |
| 1986年 | ヨースト・レーシング           | ジャンピエロ・モレッティ ランディ・ランイラー     | ポルシェ・962  | GTP    | 10   | DNF      | DNF        |
| 1987年 | ヨースト・レーシング           | サレル・ヴァン・デル・メルヴェ ダニー・オンガイス | ポルシェ・962  | GTP    | 281  | 4位      | 4位        |
| 1988年 | ヨースト・レーシング           | フランク・イェリンスキー パオロ・バリッラ         | ポルシェ・962  | GTP    | 309  | 2位      | 2位        |
| 1990年 | ヨースト・レーシング           | アンリ・ペスカロロ ボブ・ウォレク                 | ポルシェ・962  | GTP    | 261  | 11位     | 6位        |
| 1991年 | ヨースト・ポルシェ・レーシング | フランク・イェリンスキー アンリ・ペスカロロ       | ポルシェ・962C | GTP    | 295  | 4位      | 4位        |
| 1992年 | ヨースト・レーシング           | フランク・イェリンスキー ベルント・シュナイダー   | ポルシェ・962  | GTP    | 221  | DNF      | DNF        |
| 1993年 | ヨースト・ポルシェ・レーシング | チップ・ロビンソン マヌエル・ロイター             | ポルシェ・962  | GTP    | 180  | DNF      | DNF        |

## 参照
1. ↑  WEC・イン・ジャパン COMMENTS OF THE FOREIGNERS "ジョン・ウィンター" Racing On 1986年12月号(No.008) 52頁、武集書房
2. 1 2  Career Summary:Louis Krages (John Winter) SnapLap.net
3. ↑  www.roadstersway.com - John Winter
4. ↑  LOUIS KRAGES 2/8/1949 - 11/1/2001 HISTORIC RACING